# Dorsey Brothers
Dorsey Brothers var ett jazzband som leddes av bröderna Jimmy Dorsey (1904–1957) och Tommy Dorsey (1905–1956). Gruppen bildades 1928.